# Malis Davis Cup-lag
Malis Davis Cup-lag styrs av Malis tennisförbund och representerar Mali i tennisturneringen Davis Cup. Mali debuterade i sammanhanget 2001 och slutade samma år tvåa i sin pool vid Grupp IV.